# Super Tom et les Motamots
Super Tom et les Motamots (Super Why!) est une série télévisée d'animation 3D américaine en 103 épisodes de 25 minutes créée par Angela Santomero et Samantha Freeman Alpert, produite par Out of the Blue Enterprises et Decode Entertainment, diffusée entre le 3 septembre 2007 et le 12 mai 2016 sur le réseau PBS Kids.
En France, la série a été diffusée sur TiJi, Nickelodeon Junior et Gulli. Elle reste inédite dans les autres pays francophones.

## Synopsis
Les aventures de Super Tom et les Motamots se déroulent au Pays des Contes. C'est là que vivent tous tes personnages de contes de fée préférés et en particulier Rouge Merveille (rouge et violet), Alpha Bidule (violet et orange), Princesse Typo (rose et vert), et Super Tom (vert et bleu), qui découvre qu'il a le pouvoir de rentrer à l'intérieur des livres.

## Distribution

### Voix originales
- Nicholas Castel Vanderburgh puis Johnny Orlando : Whyatt (Super Why)
- Zachary Bloch puis Samuel Faraci : Littlest Pig (Alpha Pig)
- Siera Florindo puis T.J. McGibbon : Red (Wonder Red)
- Tajja Isen : Princess Pea (Princess Presto)

### Voix françaises
- Raphaëlle Bruneau : Tom (Super Tom)
- Ioanna Gkizas : Bidule (Alpha Bidule)
- Mélanie Dermont : Cerise (Rouge Merveille)
- Cathy Boquet : Princesse Pois (Princesse Typo)

- Version française

- - Studio de doublage : Dubbing Brothers 
  - Direction artistique : Marianne Rosier
  - Adaptation : Mélanie de Truchis